# Маталассы
Маталассы — село в Бирилюсском районе Красноярского края России. Административный центр Маталасского сельсовета.
Находится вблизи правого берега реки Кемчуг, примерно в 23 км к северо-востоку от районного центра, села Новобирилюссы, на высоте 193 метров над уровнем моря.

## Население
| 2010 |
| ---- |
| 289  |